# Johann Wolfgang Döbereiner
Johann Wolfgang Döbereiner (13 tháng 12 năm 1780 – 24 tháng 3 năm 1849) là một nhà hóa học người Đức nổi tiếng với công trình gợi ý về định luật tuần hoàn cho các nguyên tố hóa học trong ba phần, dựa trên các đặc tính nguyên tử của chúng. Những cách tổ chức các yếu tố này được gọi là Bộ ba Döbereiner. và ông là người phát minh ra chiếc bật lửa đầu tiên, được gọi là đèn Döbereiner. Ông trở thành giáo sư hóa học và dược phẩm tại Đại học Jena.

## Tiểu sử
Là con trai của người đánh xe, Döbereiner có rất ít cơ hội được học chính thức. Vì vậy, anh ấy đã học việc ở một tiệm thuốc, và bắt đầu đọc rộng rãi và tham gia các bài giảng khoa học. Cuối cùng ông trở thành giáo sư tại Đại học Jena vào năm 1810 và cũng nghiên cứu hóa học tại Strasbourg. Trong công trình xuất bản năm 1829, Döbereiner đã báo cáo các xu hướng ở một số tính chất nhất định của các nhóm nguyên tố được chọn. Ví dụ, khối lượng nguyên tử trung bình của lithium và kali gần bằng khối lượng nguyên tử của natri. Mô hình tương tự cũng được tìm thấy với canxi, stronti và bari; với lưu huỳnh, selen, Tellurium; và với clo, brom và iốt. Hơn nữa, mật độ của một số bộ ba này có mô hình tương tự. Những tập hợp nguyên tố này được gọi là "Bộ ba Döbereiner". Döbereiner còn được biết đến nhờ khám phá ra furfural, vì công trình liên quan đến việc sử dụng bạch kim làm chất xúc tác, và vì phát minh ra bật lửa, được gọi là đèn Döbereiner. Đến năm 1828, hàng trăm nghìn chiếc bật lửa này đã được nhà sản xuất Gottfried Piegler của Đức ở Schleiz sản xuất hàng loạt.
Nhà văn người Đức Goethe là bạn của Döbereiner, đã tham dự các bài giảng của ông hàng tuần và sử dụng các lý thuyết về ái lực hóa học làm cơ sở cho cuốn tiểu thuyết ngắn Những mối quan hệ tự chọn nổi tiếng năm 1809 của ông.